# Пемолин
Пемолин — лекарственное средство, психостимулятор, обладающий структурным сходством с амфетаминами. Используется для лечения СДВГ, синдрома хронической усталости и нарколепсии.

## Получение
Впервые пемолин синтезирован в 1913 году.
Пемолин синтезируют через конденсацию этилового эфира миндальной кислоты с гуанидином.

## Фармакокинетика
Быстро абсорбируется из желудочно-кишечного тракта. Период полувыведения около 12 часов.

## Побочные эффекты
У Пемолина отмечают следующие побочные эффекты:
- Галлюцинации
- Судорожные припадки
- Легкая депрессия
- Головокружение
- Повышенная раздражительность
- Головная боль
- Сонливость
- Бессонница

### Токсичность для печени
У некоторых пациентов пемолин предположительно вызывает поражения печени (так называемая гепатотоксичность), так что рекомендуется проводить регулярные исследования печени у тех, кому проводится лечение данным препаратом.
FDA сообщала о 15 случаях острой печёночной недостаточности из-за применения данного препарата.
В марте 2005 года Abbott Laboratories (патентообладатель Cylert) и некоторые производители дженериков вывели пемолин с рынка из-за опасений относительно риска гепатотоксичности.

## Злоупотребление
Исследование Джонатана О. Коула показало, что пемолин в разовых дозах 75 и 150 мг не вызывал эйфории у тех, кто принимал его в восстановительных целях и нерегулярно:386.

## Правовой статус
В 2005 году изъят с рынка США Управлением контроля качества продуктов и лекарств (FDA) и находится в Списке IV.
Внесён в Список III перечня наркотических средств, психотропных веществ и их прекурсоров, подлежащих контролю в Российской Федерации.